# أمير عالم الشياطين: ديفلز آند رياليست
أمير عالم الشياطين: ديفلز آند رياليست (باليابانية: 魔界王子 devils and realist، بالروماجي: Makai Ōji) هي سلسلة مانغا يابانية من تأليف مادوكا تاكادونو ورسم أوتاكو يوكيهيرو، نشرت من قبل إيتشيجينشا [الإنجليزية] في مجلة سوم زيرو كومنز الشهرية [الإنجليزية]، منذ 28 أكتوبر عام 2009 حتى 28 فبراير عام 2018، تم تجمع فصول المانغا في 15 مجلد تانكوبون. أنتجت إلى مسلسل أنمي تلفزيوني من قبل استوديو دوغا كوبو، عرض في 7 يوليو عام 2013 حتى
22 سبتمبر عام 2013، وتكون من 12 حلقة.

## القصة
تدور أحداث القصة في إنجلترا في عام 1889، عن فتى اسمه ويليام توينينغ عمره سبعة عشر عام، وهو من عائلة أرستقراطية، وبسبب إفلاس عائلته انقلبت حياته فجأة رأسًا على عقب، وبينما كان يبحث عن المال في قبو منزله لدفع ثمنه دروس، استدعى عن طريق الخطأ شيطانًا اسمه دانتاليون، ويخبر وليام أنه الشخص الذي يمكنه اختيار الحاكم المؤقت على الجحيم، حتى يستعيد لوسيفر مبراطور الجحيم قوته. لكن ويليام شخص واقعي ولا يؤمن بالشياطين ويرفض الانخراط في صراع، لكن دانتاليون يظل قريبًا من ويليام ويقرر الذهاب إلى مدرسته.

## الشخصيات

### الشخصيات الرئيسية
وليام توينغ (باليابانية: ウイリアム・トワイニング، بالروماجي: Uiriamu Towainingu)
أداء صوتي: تاكويا إغوتشي
كيفن سيسيل (باليابانية: ケヴィン・セシル، بالروماجي: Kevin Seshiru)
أداء صوتي: جون فوكوياما
دانتاليو (باليابانية: ダンタリオン، بالروماجي: Dantarion)
أداء صوتي: تاكوما تيراشيما
سيتري (باليابانية: シトリー، بالروماجي: Shitorī)
أداء صوتي: يوشيتسوغو ماتسوؤكا
كاميو (باليابانية: カミオ، بالروماجي: Kamio)
أداء صوتي: تتسيا كاكيهارا
إيساك مورتون (باليابانية: アイザック・モートン، بالروماجي: Aizakku Mōton)
أداء صوتي: موتوكي تاكاغي

### الشياطين
غيل دي ريز (باليابانية: ジルドレイ، بالروماجي: Jiru do Rei)
أداء صوتي: كوسكي توريومي
أستاروث (باليابانية: アシュタロス، بالروماجي: Ashutarosu)
أداء صوتي: ساتشي كوكوريو
بعلبريث (باليابانية: バアルベリト، بالروماجي: Baaruberito)
أداء صوتي: كيجي فوجيوارا
بعل زبوب (باليابانية: ベルゼビュート، بالروماجي: Beruzebyūto)
أداء صوتي: شينوسكي تاتشيبانا
سامائيل (باليابانية: サマエル، بالروماجي: Samaeru)
أداء صوتي: أكيرا إيشيدا
لاميا (باليابانية: ラミア، بالروماجي: Ramia)
أداء صوتي: شيوري ميكامي
آمون (باليابانية: アモン، بالروماجي: Amon)
أداء صوتي: كازوتومي ياماموتو
مامون (باليابانية: マモン، بالروماجي:  Mamon)
أداء صوتي: يوتو سوزوكي
بافومت (باليابانية: バフォメット، بالروماجي: Bafometto)
أداء صوتي: هيروكي ياسوموتو
ليونارد (باليابانية: レオナール، بالروماجي: Reonāru)
أداء صوتي: كينشو أونو
إليغوس (باليابانية: エリュゴス، بالروماجي: Eryugosu)
أداء صوتي: يو كوباياشي
لوسيفر (باليابانية: ルシファー، بالروماجي: Rushifā)

### البشر
سليمان (باليابانية: ソロモン، بالروماجي: Soromon)
أداء صوتي: ميتسكي سايغا
مايكروفت سوالو (باليابانية: マイクロフト・スワロー، بالروماجي: Maikurofuto Suwarō)
أداء صوتي: يوكي أونو
 إيرنست كروسبي (باليابانية: アーネスト・クロスビー، بالروماجي: Ānesuto Kurosubī)
أداء صوتي: كازويوكي أوكيتسو
ماريا مليونز (باليابانية: マリア・モリンズ، بالروماجي: Maria Morinzu)
أداء صوتي: إمي شينوهارا، تشيناتسو أكاساكي (أيام الطفولة)
أدريان سوالو (باليابانية: エイドリアン・スワロー، بالروماجي: Eidorian Suwarō)
أداء صوتي: داي ماتسوموتو

### الملائكة
ميخائيل (باليابانية: ミカエル، بالروماجي: Mikaeru)
أداء صوتي: هيروشي كاميا
راجويل (باليابانية: ラグエル، بالروماجي: Ragueru)
أداء صوتي: جونيتشي مياكي
ميتاترون (باليابانية: メタトロン، بالروماجي: metatoron)
جان دارك (باليابانية: ジャンヌダルク، بالروماجي: Jannu Daruku)
أداء صوتي: ساكي فوجيتا

## وصلات خارجية
- أمير عالم الشياطين: ديفلز آند رياليست على موقع إيتشيجينشا باللغة اليابانية
- موقع الأنمي الرسمي باللغة اليابانية
- أمير عالم الشياطين: ديفلز آند رياليست على موقع تلفزيون طوكيو باللغة اليابانية
- موقع لعبة الفيديو باللغة اليابانية
- أمير عالم الشياطين: ديفلز آند رياليست على موقع ANN manga (الإنجليزية)